# 케빈 샤데
케빈 샤데(영어: Kevin Schade, 2001년 11월 27일 ~ )는 독일의 축구 선수이다. 그의 포지션은 공격수로, 현재 잉글랜드 프리미어리그의 브렌트퍼드에서 활약하고 있다.

## 클럽 경력
샤데는 에네르기 콧부스에서 5년을 보낸 후 2018년에 SC 프라이부르크 유소년 클럽에 합류했다. 그는 2019년 7월 발링거 SC와의 경기에서 리저브팀 데뷔전을 치렀고, 그 다음 주, 2-1로 패한 키커스 오펜바흐와의 경기에서 첫 골을 넣었다. 같은 해 12월, 샤데는 구단과 첫 프로 계약을 맺었다. 그는 2021년 8월 21일, 2-1로 이긴 보루시아 도르트문트와의 경기에서 71분에 셜러이 롤런드와 교체 투입되며 1군 데뷔전을 치렀다. 그의 데뷔 이후, 그는 클럽의 재능있는 젊은 선수들 중 한 명으로 여겨졌고 분데스리가 첫 시즌에 주로 교체 선수로 기용되었다. 2021년 11월, 샤데는 리버풀과 같은 클럽들의 관심에도 불구하고, 클럽과 새로운 계약을 맺었다.

### 브렌트퍼드
2023년 1월 4일, 샤데는 프리미어리그의 브렌트퍼드로 2022-23 시즌이 끝날 때까지 임대 이적하였으며, 구단은 여름에 클럽 레코드에 달하는 이적료로 5년 계약을 체결하고 완전 영입할 예정이라고 발표했다.

## 국가대표팀 경력
독일인 어머니와 나이지리아인 아버지 사이에서 태어난 샤데는 국제 대회에서 독일과 나이지리아를 대표해 뛸 자격이 있다.